# Pablo de Azcárate

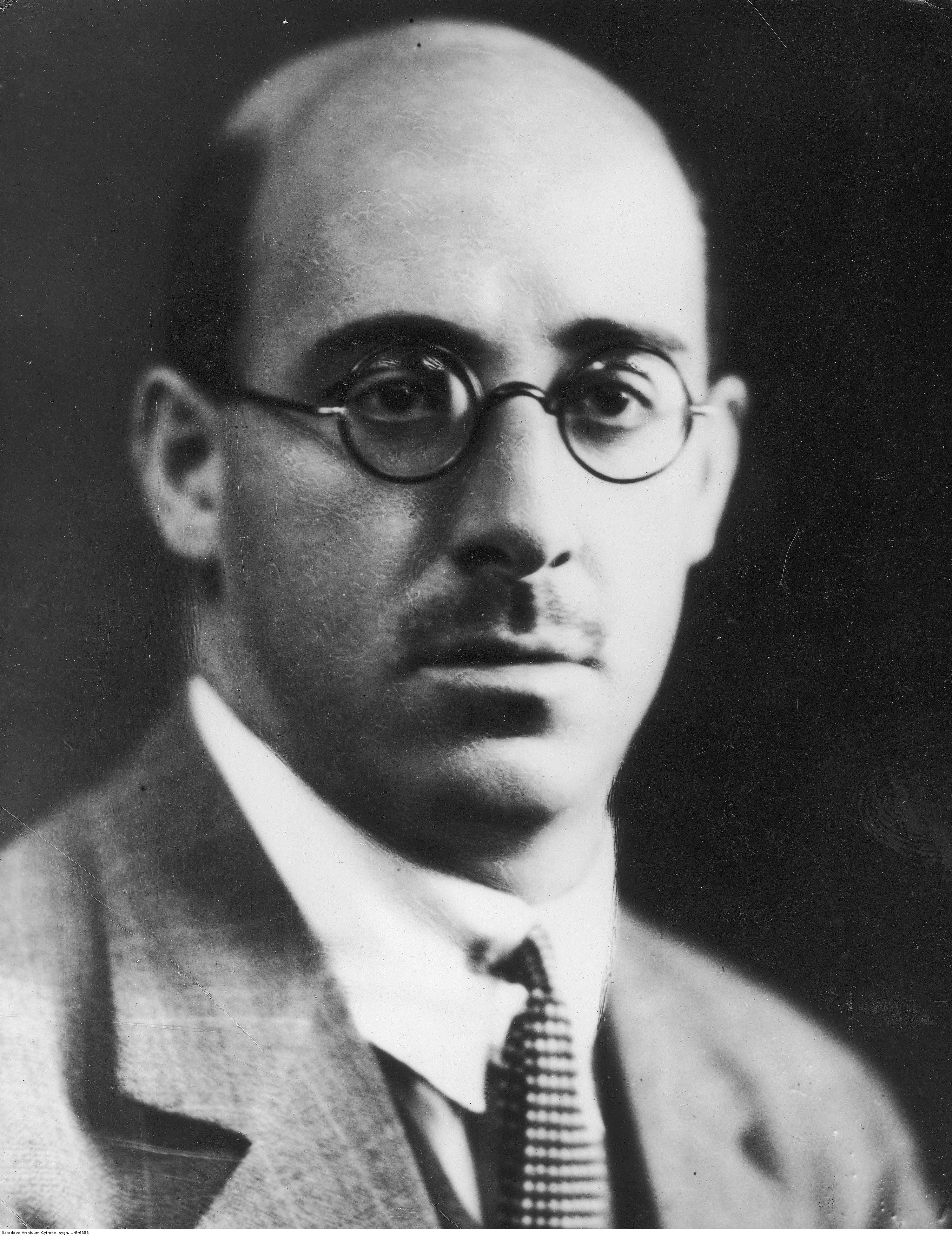
Pablo de Azcárate, 1925

Pablo de Azcárate y Flórez (* 30. Juli 1890 in Madrid; † 13. Dezember 1971 in Genf) war ein spanischer Diplomat und im Jahr 1936 Botschafter der Zweiten Spanischen Republik im Vereinigten Königreich.

## Leben

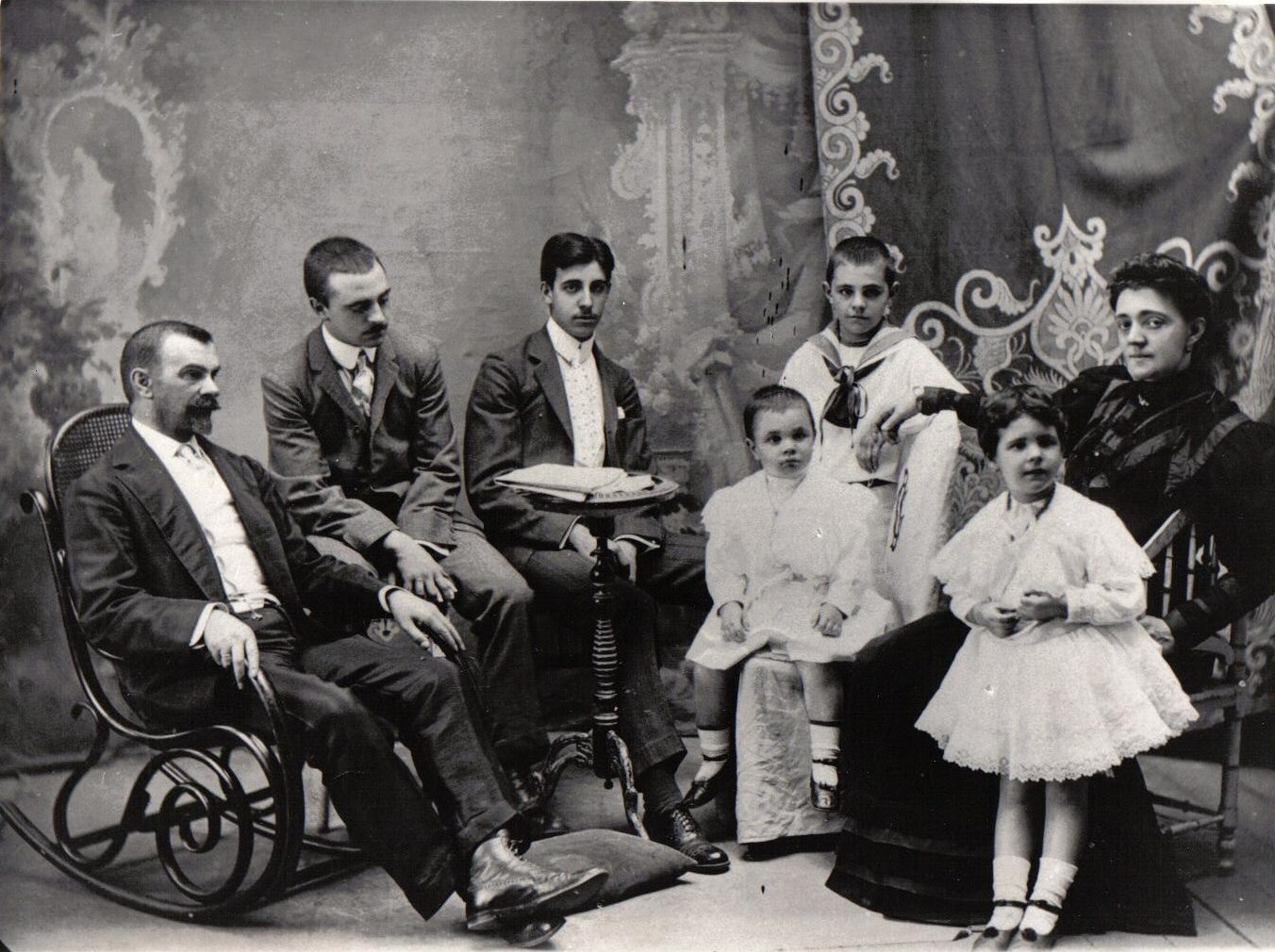
Die Familie Azcárate 1907, Pablo, der dritte von links

Sein Bruder war Justino de Azcárate (1903–1989). Sein Sohn war Manuel Azcárate. Er besuchte die Institución Libre de Enseñanza. Pablo de Azcárate war Universitätsprofessor für Rechtswissenschaft an der Universität Santiago de Compostela und der Universität Granada. In den 1920er-Jahren arbeitete er beim Völkerbund. 1918 war er Abgeordneter für die Partido Reformista bei den Cortes Generales.
Ab 1922 war er Mitglied der Verwaltung des Völkerbundes. Von 1929 bis 1933 arbeitete er in der Abteilung für Minderheiten im Generalsekretariat des Völkerbundes. Von 1933 bis 1936 leitete er die Abteilung für Minderheiten im Generalsekretariat des Völkerbundes. Ende 1932 besuchte er Rumänien und hatte ein Treffen mit Vertretern aus Székely. Nachdem sein Bericht aufgenommen worden war, entschied der Rat 1932, einen Teil des Landes und des Eigentums der Székely zurückzugeben.
Im September 1936 wurde er von der republikanischen Regierung Spaniens zum Botschafter in London ernannt. Vom 13. September bis 6. Oktober 1937 war er mit Juan Negrín in Genf auf der 18. ordentlichen Sitzung des Völkerbundes. Er war in London im Exil.
Von 1936 bis 1939 führte er in London eine Kanzlei. Einer seiner Klienten war Juan Negrín. Einer seiner Angestellten forschte ihn im Auftrag des 17. Graf von Alba aus und bestahl ihn.
Als Botschafter bat er die britische Regierung vergeblich um Hilfe für die legitime Regierung Spaniens. Als die Faschisten in Spanien auch mit der Unterstützung des MI6 gesiegt hatten, verließ er Großbritannien und ging nach Genf. Er stand mit Basil Liddell Hart in Korrespondenz.
Mit der Konferenz von San Francisco wurden die Pläne zur Einrichtung der Vereinten Nationen 1945 konkret und Azcárate war beratend tätig. Ende 1947 wurde Azcárate vom Generalsekretariat der UNO vorgeschlagen zusammen mit Ralph Bunche im Konflikt um Palästina, zu vermitteln. Im März 1948 leitete Azcárate eine Kommission in Jerusalem. Mitglieder der Kommission waren ein norwegischer Oberst, ein indischer Ökonom und ein griechischer Rechtsanwalt. Am 14. Mai 1945 lief das noch vom Völkerbund erteilte Mandat nach 25 Jahren für die britischen Truppen aus.
Bei den Vereinten Nationen wurde eine Sondersitzung abgehalten und Azcárate nach New York gerufen. Die Palästina-Kommission wurde aufgelöst. Pablo de Azcárate wurde Sekretär einer Waffenstillstandskommission aus den Jerusalemer Konsuln Frankreichs, Belgiens und der USA.
Der quäkerische Staatsanwalt von Philadelphia Harold Evans wurde zum städtischen Kommissar von Jerusalem ernannt. Als Pablo de Azcárate am 11. Mai 1948 nach Jerusalem kam, ernannte er sich zum vorläufigen Stadtkommissar. Der Staat Israel wurde in Tel Aviv proklamiert und die Araber mit militärischen Operationen aus weiten Teilen des Territoriums vertrieben.
Azcárate bemühte sich, seine arabischen und jüdischen Kontakte aufrechtzuerhalten.
Durch Jerusalem zu laufen barg tödliche Gefahren – es waren Fronten zu überwinden und lange Fußmärsche notwendig. Die Vertreter der Vereinten Nationen versuchten, die feindseligen Akte zu beenden. Für dieses Ziel erwies sich die Kommission der Konsuln als nicht geeignet. Sie traf sich im französischen Konsulat in Jerusalem. Am 27. Mai 1948 wurde der US-Konsul Thomas C. Wasson ermordet. Seine Aufgabe wurde von Folke Bernadotte übernommen, dem es gelang, einen Waffenstillstand auszuhandeln, dessen Befolgung von internationalen Beobachtern überwacht wurde.
Von Juni bis zur Ermordung von Folke Bernadotte am 17. September 1948 war Pablo de Azcárate dessen Vertreter als Mediator der Vereinten Nationen. Er verhandelte mit Nasser und der Arabischen Liga.
In Jerusalem unterhielt er eine enge Verbindung zu den Leitern der Jewish Agency. Bei seinen Aufenthalten in Kairo versuchte er, die arabischen Regierungschefs zu einer Mitarbeit an der Friedensinitiative der Vereinten Nationen zu bewegen. Anfang 1949 wurde der Waffenstillstand in vier Verträgen besiegelt, zuerst zwischen Israel und Ägypten und später mit den Regierungen des Libanon, Jordanien und Syrien.

## Schriften
- Mission in Palestine, 1948–1952, Washington, D.C., 1966
- La liga de las naciones y las minorías nacionales, 1944
- La intervención nazi?fascista en la guerra de España, 1957
- Wellington y España, 1960
- La guerra del 98, 1968
- Sanz del Río (1814–1869) Editorial Tecnos, 1969
- Mi embajada en Londres durante la guerra civil española, 1976.